# Alexej Iljič Čirikov
Alexej Iljič Čirikov (rusky Алексей Ильич Чириков; 24. prosince 1703, selo Lužnoje, Tulská gubernie – 4. června 1748, Moskva) byl ruský mořeplavec a objevitel.
V letech 1725–1730 byl členem první kamčatské výpravy Vituse Beringa. Roku 1728 jako velitel lodi Sv. Gabriel podnikl plavbu od ústí řeky Kamčatky průlivem, později zvaným Beringův, do Severního ledového oceánu. V letech 1733–1743 byl jedním z velitelů druhé kamčatské výpravy. Jako velitel lodě Sv. Pavel doplul k americkým břehům na Aljašce, objevil a popsal řadu ostrovů, především Aleuty. Zemřel v Moskvě na tuberkulózu.
Jménem Čririkova je nazváno několik geografických útvarů: mys na ostrovech Kjúšú, Attu, v Anadyrském zálivu, Taujském zálivu, podmořský vrch v Pacifiku, Čirikovův ostrov a mys na Bakerově ostrově.